# جیمی دیویسون
جیمی دیویسون (انگلیسی: Jimmy Davison; ۱ نوامبر ۱۹۴۲ – ۱۹۸۷ (۴۴−۴۵ سال)) بازیکن فوتبال بود.
از باشگاه‌هایی که در آن بازی کرده‌است می‌توان به باشگاه فوتبال بولتون واندررز اشاره کرد.